# Nước Cam Lồ

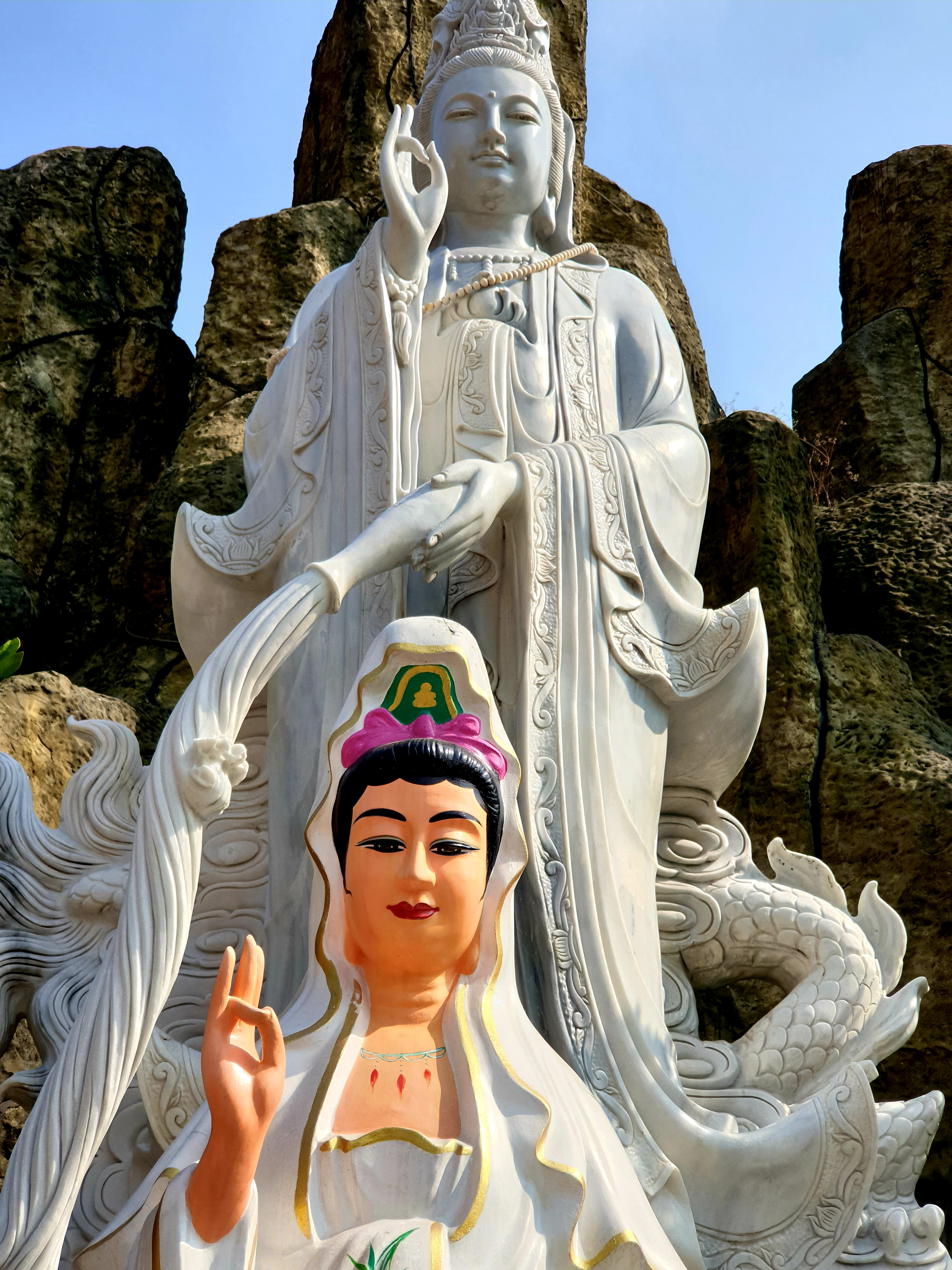
Tượng Quan Âm bồ tát bằng đá cẩm thạch, có điêu khắc chi tiết nguồn nước Cam Lồ tuôn chảy từ bình Thanh tịnh trên tay trái

Nước Cam Lồ (chữ Phạn: अमृत, Amṛta; chữ Hán: 甘露; bính âm: gānlù) là một từ tiếng Phạn có nghĩa là "bất tử" là một khái niệm trung tâm trong tôn giáo Ấn Độ và thường được nhắc đến trong các thư tịch cổ Ấn Độ như một thứ thuốc trường sinh. Lần xuất hiện đầu tiên của nó là trong Rigveda, nơi nó được coi là một trong một số từ đồng nghĩa với nước thánh Soma vốn là thức uống của thiên thần Deva. Nước Cam Lồ (Amrita) đóng một vai trò quan trọng được ghi nhận trong Samudra manthan (truyền thuyết Khuấy động biển sữa) và là nguyên nhân dẫn đến xung đột giữa các vị thần và Asura nhằm tranh giành nước Cam Lồ (Amrita) ngõ hầu để có được sự bất tử. 
Amrita có ý nghĩa khác nhau trong các tôn giáo Ấn Độ khác nhau. Từ Amrit cũng là tên gọi chung của người theo đạo Sikh và Hindu, trong khi dạng nữ tính của nó là Amritā. Amrita có cùng nguồn gốc và có nhiều điểm tương đồng với Ambrosia; cả hai đều có nguồn gốc từ một thần thoại Ấn-Âu nguyên thủy. Amrta mà nghĩa gốc là bất tử. Amrta là hình thức tỉnh lược của Amrta-rasa có nghĩa là trường sinh tửu hay bất tử lộ có nghĩa là rượu trường sinh. Trong thần thoại Ấn Độ thì Amrta là một thứ rượu sữa có quyền năng kỳ bí được tạo ra khi các vị thần hoặc các con quỷ đánh cho biển sữa dậy lên (truyền thuyết Khuấy động biển sữa/Samudra manthan). Amrta thường được so sánh với chất Ambrosia (Ambroisie) là thức ăn của các vị thần trong thần thoại Hy Lạp. 

## Trong Phật giáo

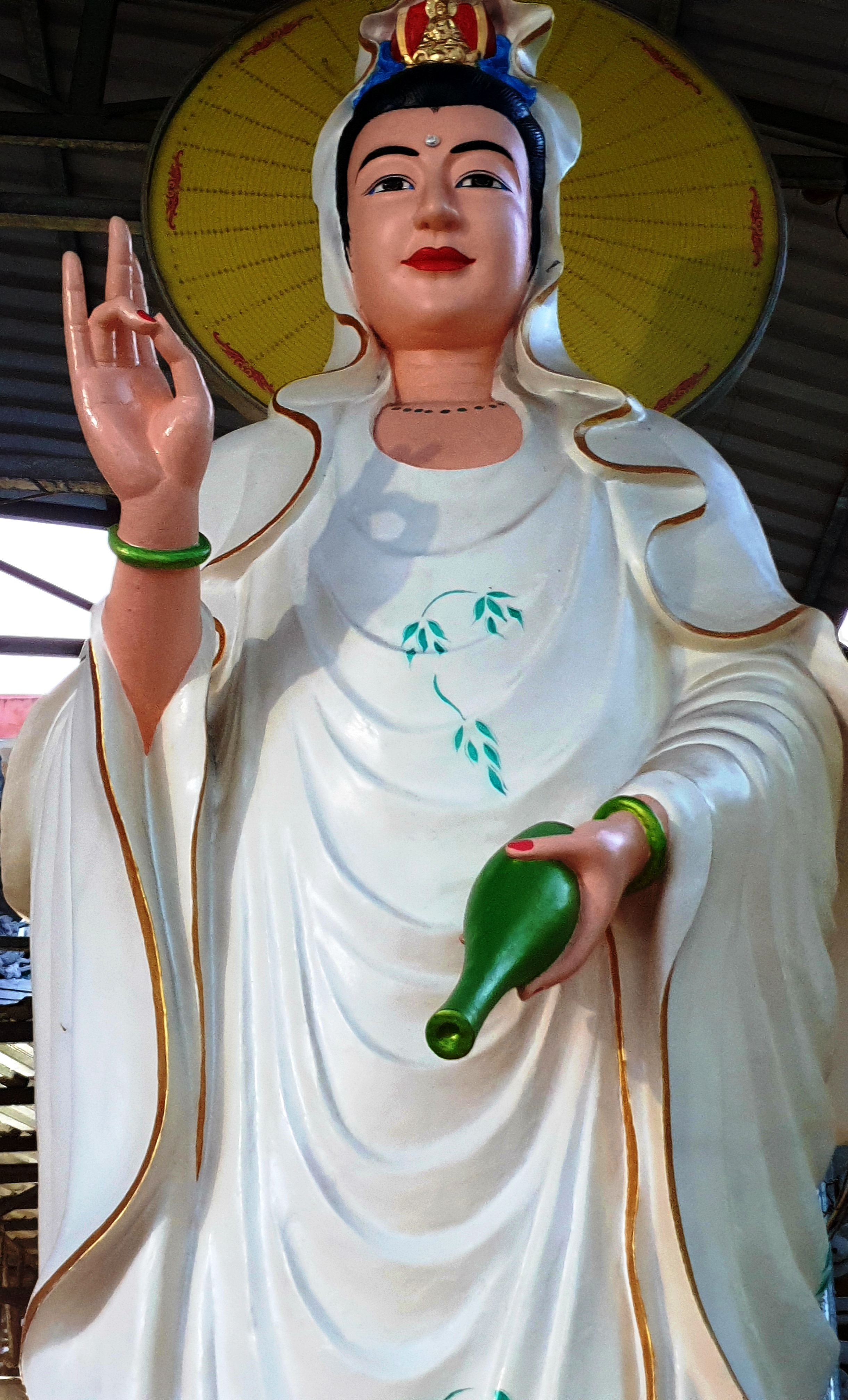
Tượng Quan Âm tại Chùa Hạnh Nguyện với tay cầm bình ngọc Thanh tịnh màu lục bảo

Trong kinh điển Phật giáo hay trong văn hòa thờ cúng đạo Phật có hình tượng Bồ Tát Quan Thế Âm tay trái cầm bình ngọc Thanh tịnh chứa bình nước Cam Lồ, tay phải cầm nhành Thùy Dương Liễu (nhành dương liễu), dùng nhành nhành dương liễu phẩy nước phổ độ chúng sinh trần thế. Cam Lồ là âm xưa của Cam Lộ theo nghĩa đen thì cam là mật ngọt còn lộ là sương nghĩa là một thứ “sương mật làm mát dịu lòng người”. Trong Phật giáo thì thứ dung dịch Amrta gọi là A-Mật-Rị-Đa (阿密哩多), A-Mật-Lật-Đa (阿蜜㗚哆) ý dịch là bất tử (不死) hay Bất tử dịch (不死液, mật bất tử) hay Thiên tửu (天酒, rượu trời) là loại thuốc huyền diệu bất tử, rượu linh trên trời. Đức Phật được gọi là "Amata Santam" trong Kinh điển Pali. Trong Kinh Amata, Đức Phật khuyên các tu sĩ nên an trú với bốn Satipaṭṭhana: "Này các tỳ khưu, hãy an trụ với tâm an trụ vững chắc trong bốn niệm xứ này. Đừng để cái bất tử bị lạc vào các vị". Phật giáo Trung Quốc mô tả Amrita (甘露/gānlù/Cam Lồ) là thứ thánh thủy gia trì được tạo ra nhờ công đức trì chú.
Trong kinh Phệ Đà (Veda) có nói rằng rượu Tô-Ma là loại mà các vị thần thường hay uống, khi uống nó vào có thể không già, không chết, vị của nó ngọt như mật, cho nên gọi là Cam Lồ. Người ta còn lấy Cam Lồ để ví cho pháp vị nhiệm mầu của Phật pháp, có thể trưởng dưỡng thân tâm của chúng sanh. Trong Mật giáo gọi nước quán đảnh của hai bộ Bất Nhị Chơn Ngôn là Bất tử Cam Lồ (不死甘露). Trong Chú Duy Ma Kinh (注維摩經, Taishō 38, 395) quyển 7 có đoạn rằng: “Chư Thiên dĩ chủng chủng danh dược trữ hải trung, dĩ bảo sơn ma chi, linh thành cam lồ, thực chi đắc tiên, danh bất tử dược (諸天以種種名藥著海中、以寳山摩之、令成甘露、食之得仙、名不死藥, Các vị trời dùng nhiều loại thuốc hay đỗ vào trung biển, lấy núi báu mài với thuốc ấy, khiến thành Cam Lồ, ăn nó vào thành tiên, gọi là thuốc bất tử”), hay “Thiên thực vi Cam Lồ vị dã, thực chi trường thọ, toại hiệu vi bất tử thực dã" (天食爲甘露味也、食之長壽、遂號爲不死食也, Thức ăn của trời có vị Cam Lồ, ăn vào thì sống lâu, ấy mới gọi là thức ăn bất tử)”. 
Trong Vô Lượng Thọ Kinh (Taishō 12, 271) quyển thượng cũng có cho biết rằng: “Bát công đức thủy, trạm nhiên doanh mãn, thanh tịnh hương khiết, vị như Cam Lồ (八功德水、湛然盈滿、清淨香潔、味如甘露, Nước có tám thứ công đức vốn vắng lặng, đầy đủ, trong sạch, thơm tinh khiết, mùi vị của nó như Cam Lồ)”. Tại Giang Thiên Thiền Tự (江天禪寺) ở Trấn Giang, Giang Tô thuộc Trung Quốc có hai câu đối tương truyền do vua Mãn Thanh Càn Long ban tặng là: “Cam Lồ thường lưu công đức hải, hương vân diêu ánh Phổ Đà Sơn (甘露常流功德海、香雲遙映普陀山, Cam Lồ thường chảy công đức biển, mây hương xa sáng Phổ Đà Sơn)”. Trong Tỳ Ni Nhật Dụng Thiết Yếu (毘尼日用切要, Taishō No. 1115) quyển 1 có bài kệ Tẩy Bát (洗鉢, Rửa chén) có liên quan đến Cam Lồ như: “Dĩ thử tẩy bát thủy, như thiên Cam Lồ vị, thí dữ chư quỷ thần, tất giai hoạch bão mãn. Án, ma-hưu-ra-tất-tá-ha (以此洗鉢水、如天甘露味、施與諸鬼神、悉皆獲飽滿、唵、摩休囉悉莎訶, lấy nước rửa bát này, như vị Cam Lồ trời, ban cho các quỷ thần, tất đều được no đủ. Án, ma-hưu ra-tất-tá-ha).”